# Sambhalka
Sambhalka là một thị trấn thống kê (census town) của quận South West thuộc bang Delhi, Ấn Độ.

## Nhân khẩu
Theo điều tra dân số năm 2001 của Ấn Độ, Sambhalka có dân số 11.064 người. Phái nam chiếm 61% tổng số dân và phái nữ chiếm 39%. Sambhalka có tỷ lệ 60% biết đọc biết viết, cao hơn tỷ lệ trung bình toàn quốc là 59,5%: tỷ lệ cho phái nam là 68%, và tỷ lệ cho phái nữ là 47%. Tại Sambhalka, 18% dân số nhỏ hơn 6 tuổi.